# Woodville (contea di St. Croix, Wisconsin)
Woodville è un villaggio degli Stati Uniti d'America, situato in Wisconsin, nella contea di St. Croix.